# Saint-Cirgues (Górna Loara)
Saint-Cirgues – miejscowość i gmina we Francji, w regionie Owernia-Rodan-Alpy, w departamencie Górna Loara. Nazwa miejscowości pochodzi od imienia św. Cyryka.
Według danych na rok 1990 gminę zamieszkiwało 151 osób, a gęstość zaludnienia wynosiła 11 osób/km² (wśród 1310 gmin Owernii Saint-Cirgues plasuje się na 696. miejscu pod względem liczby ludności, natomiast pod względem powierzchni na miejscu 673.).